# Els germans Rico
Els germans Rico (títol original en anglès: The Brothers Rico) és una pel·lícula dels Estats Units de Phil Karlson estrenada el 1957, basada en la novel·la homònima de Georges Simenon. Ha estat doblada al català

## Argument[2]
Un antic truà fet convertit en un home de negocis, Eddie Rico busca els seus germans, gàngsters que han traït l'organització del crim, per tal de protegir-los.

## Repartiment
- Richard Conte: Eddie Rico
- Dianne Foster: Alice Rico
- Kathryn Grant: Norah Malaks Rico
- Larry Gates: Sid Kubik
- James Darren: Johnny Rico
- Argentina Brunetti: Mrs. Rico
- Lamont Johnson: Peter Malaks
- Harry Bellaver: Mike Lamotta
- Paul Picerni: Gino Rico
- Paul Dubov: Phil
- Rudy Bond: Charlie Gonzales
- Richard Bakalyan: Vic Tucci
- William Phipps: Joe Wesson